# Henrik Ojamaa
Henrik Ojamaa, född 20 maj 1991 i Tallinn, är en estländsk fotbollsspelare som sedan 2024 spelar i Paide Linnameeskond och för Estlands landslag.

## Karriär
Henrik Ojamaa kom till Derby County 2007 och fick ett A-lagskontrakt under 2009. I november 2009 lånades han ut till Staffortd Rangers under en månad. I slutet av säsongen 2009/10 blev det klart att Ojamaa tillsammans med flera lagkamrater inte fick sina kontrakt förlängda.
Efter att ha lämnat Derby County skrev han på för tyska Alemannia Aachen. Han gjorde bara några få minuter för klubben och var även utlånad till Fortuna Sittard innan han lämnade 2011.
Efter en kort sejour i finska RoPS skrev Ojamaa på ett 6-månaderskontrakt med Motherwell i januari 2012. Ojamaa gjorde succé när han under sina fem första matcher gjorde fyra mål mot Queen's Park, Dunfermline Athletic och St. Johnstone. Efter sin fina start i klubben skrev han på ett nytt kontrakt som innebar att han tillhörde Motherwell till sommaren 2014. Han firade kontraktsförlängningen genom att göra ytterligare ett mål i skotska cupen mot Greenock Morton. Tack vare sin fina form under januari blev han utsedd till både månadens unga spelare i skotska ligan samt omgångens spelare i skotska cupen. Under säsongen 2012/13 gjorde Henrik Ojamaa 16 assister, fyra fler än tvåa Aaron Doran.
6 juni 2013 skrev Ojamaa på ett 3-årskontrakt med de polska mästarna Legia Warszawa. Under två säsonger vann han både ligan och polska cupen. Han har även spelat i bland annat Swindon Town och Wacker Innsbruck innan han skrev på för Go Ahead Eagles.

## Meriter
Legia Warszawa
- Ekstraklasa: 2014
- Polska cupen: 2015